# Canticuénticos
Canticuénticos es un grupo de música para niños originario de la ciudad de Santa Fe en Argentina.
Sus orígenes se remontan a encuentros entre Ruth Hillar y Daniela Ranallo en un taller de composición que dictaba el músico rosarino Jorge Fandermole en la ciudad de Santa Fe.
Sus primeras producciones tuvieron lugar en los años 2007 y 2008, dando lugar en el 2009 a su primer disco "Canticuénticos Embrujados" 

## Historia
Canticuénticos es declarado de interés cultural por el Senado de la Nación por su “trayectoria y valioso aporte al cancionero infantil nacional y latinoamericano” en el año 2017 y en el año 2018 es declarado Embajador Cultural de la ciudad de Santa Fe.
La propuesta de CANTICUÉNTICOS es realizar un aporte al cancionero infantil, con composiciones propias sobre ritmos argentinos y latinoamericanos, con el deseo de vincular afectivamente a los niños con su propio patrimonio cultural. Dicen los Canticuénticos acerca de lo que hacen: “Queremos mostrarles a los chicos cuánta riqueza hay en nuestros ritmos folklóricos, porque nos dan identidad, porque hablan como nosotros hablamos, nos divierten y nos emocionan al modo nuestro. Y son un tesoro que queremos poner al alcance de los más chicos, para que lo conozcan y lo lleven toda la vida con ellos”.
Canticuénticos está formado por Ruth Hillar (voz, flauta y acordeón), Daniela Ranallo (voz), Laura Ibáñez (voz), Gonzalo Carmelé (bajo y coros), Daniel Bianchi (guitarra, charango, cuatro venezolano y coros), Nahuel Ramayo (batería, percusión y coros) y Sebastián Cúneo (producción, iluminación, fotografía y video). También lo integran Cintia Bertolino (voz invitada y asistencia de puesta en escena) Rocío Solis (Cantante invitada), Darío Zini (asistencia de escenario, aerófonos, charango y percusión) y Javier Escandell (sonido).
En 2022 la agrupación gana el premio Gardel a mejor álbum infantil con "A cocochito". En 2025 fueron reconocidos con el Premio Konex por su trayectoria en la última década.

## Discografía
- "Canticuénticos Embrujados"(2009)
- "Nada en su lugar" (2013)
- "Algo que decirte" (2015)
- "¿Por qué, por qué?" (2018)
- “A cocochito” (2020)

## Libros
- Canticuénticos en Papel "Noni-Noni"
- Canticuénticos en Papel "El Mamboretá"
- Canticuénticos en Papel "El monstruo de la laguna"
- Canticuénticos en Papel "¿Por qué, por qué?"
- Canticuénticos en Papel "Quiero Para mí"
- Canticuénticos en Papel "Hay secretos"
- Canticuénticos en Papel "Pañuelito Blanco"

## Controversias
La canción "Hay secretos" del disco "¿Por qué, por qué?", reconocida internacionalmente por haber brindado herramientas a los niños con la que poder identificar posibles casos de maltrato o abuso sexual y  que en el año 2021 una jueza de Neuquén la incorporó como elemento de prueba en un juicio contra un abusador debido a la manera con que una nena había develado la situación tras haber escuchado la canción, fue censurada en 2025 por la Secretaría de Educación del Ministerio de Capital Humano de Argentina a cargo de Carlos Torrendell ya que el el Gobierno argentino alego "adoctrinamiento ideológico", que contiene "alta carga de ideología de género", "uso de lenguaje inclusivo", "falta de rigor biológico y científico", entre otros argumentos.